# Costituzione del Turkmenistan
La Costituzione del Turkmenistan (in turkmeno,Türkmenistanyň Konstitusiýasy), adottata il 18 maggio 1992, è la legge fondamentale dell'ex repubblica sovietica del Turkmenistan.
La Carta suprema è caratterizzata da un Preambolo ove si proclamano il diritto all'auto-determinazione del popolo turkmeno, la supremazia della legge ed i diritti fondamentali dei cittadini.
La costituzione del 1992 è stata emendata nel 1995, 1999, 2003 e nel 2006. È stata modificata il 26 settembre 2008, abolendo il Consiglio del Popolo (Halk Maslahaty) composto da 2.500 membri e ampliando l'Assemblea eletta (Mejlis) da 65 a 125 membri. Una nuova costituzione è stata adottata il 14 settembre 2016. Il Giorno della Bandiera e della Costituzione viene celebrato il 18 maggio.

## Suddivisioni

### Prima parte
Tra i primi 15 articoli della Costituzione, raggruppati nella prima sezione, spicca l'art. 1 che descrive il Turkmenistan come uno Stato democratico ed una repubblica sovrana ed indivisibile. L'art. 3 proclama i diritti dei turkmeni e la loro dignità di cittadini la cui promozione è compito primario delle istituzioni. 
L'art. 4 stabilisce la separazione dei poteri e l'indipendenza della magistratura. 
L'art. 8 prevede che i medesimi diritti dei cittadini siano attribuiti agli stranieri presenti sul territorio turkmeno, salvo altrimenti disposto dalla legge. 
La proprietà privata è espressamente garantita come diritto (art. 9), così come la libertà religiosa (art. 11).
Il turkmeno è la lingua ufficiale dello Stato (art. 13) e Aşgabat ne è la capitale (art. 15).

### Seconda e terza parte
La seconda parte della Carta costituzionale è dedicata ai diritti dei cittadini turkmeni. In particolare sono proclamati il principio di uguaglianza (art. 17), di non discriminazione sessuale (art. 18), la censura verso ogni forma di tortura e pene comportanti trattamenti crudeli (art. 21), nonché la libera di circolazione (art. 24). 
Tra i diritti sociali ed economici vengono annoverati il diritto al lavoro (art. 31) ed al riposo (art. 32) ed il diritto all'educazione (art. 35).
Tuttavia, l'art. 19 della Costituzione prevede che i menzionati diritti possano essere limitati per ragioni di moralità, ordine pubblico e sicurezza della nazione. Inoltre, l'art. 20 prevede la pena di morte.
Tra gli obblighi previsti dalla sezione 2 vi è quello della leva militare (art. 38) e quello del pagamento di tasse e tributi (art. 39).
La terza parte della Carta fondamentale (artt. 54-61) descrive i poteri esecutivo, legislativo e giudiziario. Il Presidente della repubblica è il capo del governo ed è capo supremo delle forze armate.